# Mola Rabosera
La Mola Rabosera és una muntanya de 519 metres que es troba al municipi de Roquetes, a la comarca catalana del Baix Ebre.